# Instituto Amatller de Arte Hispánico
El Instituto Amatller de Arte Hispánico (en catalán:  Institut Amatller d'Art Hispànic) es una institución privada fundada en Barcelona, España, en 1941 por José Gudiol Ricart, situada en la casa Amatller, obra modernista de Josep Puig i Cadafalch. Se creó gracias al mecenazgo de Teresa Amatller, hija del gran industrial chocolatero y fotógrafo Antoni Amatller, que no solo cedió su casa sino que aportó los recursos económicos para el proyecto.
Cuenta con una fototeca de arte hispánico extraordinaria, con cientos de miles de unidades en las cuales, además de los clichés de Amatller, se encuentran los de Adolf Mas Ginestà, José Gudiol y muchos otros, cedidos por Pelai Mas Castañeda. Tiene también una biblioteca especializada.
El Instituto ha editado obras importantes sobre el arte catalán y el arte hispánico en general, y es punto de encuentro de historiadores del arte especializados en arte hispánico de todo el mundo. El Instituto organizó y preparó la importante colección "Ars Hispaniae" y la participación catalana en el Congreso Internacional de Historia del Arte de 1973.
Muerto su fundador, actualmente es dirigido por Santiago Alcolea Blanch, que ha introducido las técnicas digitales y colabora con la Generalidad de Cataluña en el Inventario de los Bienes de la iglesia católica en Cataluña. 